# West Livingston
West Livingston es un lugar designado por el censo ubicado en el condado de Polk en el estado estadounidense de Texas. En el Censo de 2010 tenía una población de 8071 habitantes y una densidad poblacional de 103,75 personas por km².

## Geografía
West Livingston se encuentra ubicado en las coordenadas 30°42′3″N 95°1′8″O / 30.70083, -95.01889. Según la Oficina del Censo de los Estados Unidos, West Livingston tiene una superficie total de 77.8 km², de la cual 61.6 km² corresponden a tierra firme y (20.81%) 16.19 km² es agua.

## Demografía
Según el censo de 2010, había 8071 personas residiendo en West Livingston. La densidad de población era de 103,75 hab./km². De los 8071 habitantes, West Livingston estaba compuesto por el 63.72% blancos, el 21.98% eran afroamericanos, el 0.55% eran amerindios, el 0.3% eran asiáticos, el 0.01% eran isleños del Pacífico, el 12.06% eran de otras razas y el 1.39% pertenecían a dos o más razas. Del total de la población el 19.6% eran hispanos o latinos de cualquier raza.

## Gobierno
Tiene la prisión Unidad Polunsky, que tiene el corredor de la muerte estatal para hombres. El Departamento de Justicia Criminal de Texas gestiona la prisión.